# Fasayil
Fasayil o Fasa'il (en árabe: فصايل‎) es un pueblo palestino en el noreste de Cisjordania, una parte de la Gobernación de Jericó, situado a 14 kilómetros al noroeste de Jericó y a unos 40 kilómetros al sureste de Naplusa. La localidad palestina más cercana es Duma al oeste. El pueblo se encuentra a 2 km al sur del asentamiento israelí de Petza'el. Según el censo de 2007 de la Oficina Central de Estadística de Palestina (PCBS), la aldea tenía una población de 1.078 habitantes.

## Historia

### Antigüedad
Fasayil era conocido como Fasaelis. El antiguo nombre del pueblo deriva de una torre que Herodes el Grande, el rey de Judea (provincia romana), construyó en el valle del Jordán al norte de Jericó en dedicación a su hermano mayor Fasael. Esto ha llevado a la creencia de que Herodes fundó Fasaelis. Fue mencionado por el historiador judío y comandante en la primera guerra judeo-romana Flavio Josefo como al sur de Arquelais y era parte de una toparquía gobernada por la hermana de Herodes, Salomé I. También se encuentra en el Mapa de Madaba rodeado de palmeras datileras. La tumba de un anacoreta llamado Pedro fue encontrada en el pueblo en 1949.

### Edad Media
Las ruinas de un monasterio dedicado a San Ciriaco, un monje conmemorado que murió en 556 d. C., también se encuentra en al-Fasayil. Entre las ruinas en el sitio hay un gran edificio cuadrado, del cual ahora solo es visible el contorno, porque está casi completamente enterrado. En la desembocadura del cercano Wadi al-Fasayil, en un pequeño montículo, hay un birkeh ("piscina") y muchos restos no excavados de paredes. El sitio se llama Tell Sheikh ad-Diab debido a la tumba de este personaje, todavía en buenas condiciones.
Una piedra encontrada en Fasayil conmemora un proyecto de construcción allí dedicado a Khumarawayh ibn Ahmad ibn Tulun. Debe haber sido iniciado durante su gobierno, o el gobierno de su hijo, Abu 'l-Asakir Jaysh ibn Khumarawayh, es decir, entre 884 y 896.
Fue mencionado por un monje llamado Brocardo en el siglo XIII como un pequeño pueblo llamado Feselch y en el siglo XIV por Marino Sanuto como un pequeño pueblo con el nombre de Fasaelis.

### Edad Contemporánea
Victor Guérin visitó en 1870, y encontró el lugar en ruinas. En 1874, el Fondo para la Exploración de Palestina visitó y describió las extensas ruinas allí.

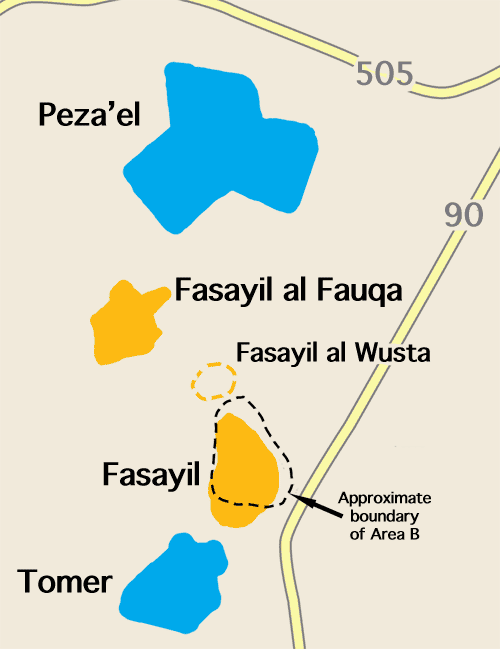
Fasayil con asentamientos israelíes cercanos

Desde la guerra de los Seis Días en 1967, Fasayil ha estado bajo ocupación israelí
Fasayil actual consta de tres partes: Fasayil al-Tahta, Fasayil al-Fauqa y Fasayil al-Wusta.  Este último fue establecido en 1998 por beduinos que habían sido desalojados por las autoridades israelíes de sus tierras originales en la región de Tel Arad del desierto del Negev en los años 1940 y 1950. Muchos de los habitantes están registrados como residentes de la Gobernación de Belén y no de Jericó. Fasayil fue parte de la Gobernación de Naplusa hasta 1995, cuando se convirtió en parte de la Gobernación de Jericó.
Según ARIJ, Israel ha confiscado tierras a Fasayil para construir cuatro asentamientos israelíes:
- 1.049 dunams de tierra fueron tomados para Tomer,[10]
- 858 dunams fueron tomados para Gilgal,[10]
- 1.242 dunams fueron tomados para Peza'el,[10]
- 215 dunams fueron tomados para Nativ HaGdud.[10]

En 2006, las autoridades israelíes demolieron 15 refugios en Fasayil al-Wusta, y en 2008 otros 6 fueron demolidos. Fasayil ganó la atención internacional cuando en 2007 las Fuerzas de Defensa de Israel planearon demoler la escuela primaria de la aldea. Dado que Fasayil al-Wusta se encuentra en la zona C de la Ribera Occidental, Israel tiene pleno control sobre esa parte de la aldea, y la concesión de permisos de construcción está autorizada por ellos; la escuela fue construida sin permiso. Los residentes a menudo se quejan de la rareza de Israel que permite la construcción en Fasayil al-Wusta.

## Demografía
En las tablas del censo de 1931, la población de Fasayil se incluyó con la de Aqraba, como también lo fue en las estadísticas de 1945. El censo jordano de 1961 registró 318 residentes.
En un censo realizado por Israel después de ocupar cisjordania en la guerra de los Seis Días de 1967, se informó que Fasayil tenía 422 residentes en 92 hogares, incluidas 257 personas en 53 hogares cuyo jefe era un refugiado del territorio israelí.
Según un censo realizado por la Oficina Central de Estadística de Palestina, Fasayil tenía una población de 648 habitantes en 1997, de los cuales el 31% eran refugiados que huían de otras partes de Cisjordania en la guerra de los Seis Días de 1967. La distribución de género fue de aproximadamente 50% hombres y 50% mujeres.
En el censo de 2007 había 1.078 habitantes y 214 edificios.